# Holcocera reductella
Holcocera reductella é uma espécie de mariposa do gênero Holcocera pertencente à família Coleophoridae.